# Jean Cocteau
Jean Cocteau [koktó] (5. července 1889 Maisons-Laffitte – 11. října 1963 Milly-la-Forêt) byl francouzský básník, grafik, divadelník a filmař, člen Francouzské akademie. Bývá řazen ke kubistické literatuře. Byl dlouholetým životním partnerem herce Jeana Maraise.

## Život
Narodil se ve městě Maisons-Laffitte v blízkosti Paříže, do prominentní pařížské rodiny Georgese Cocteaua a Eugénie Lecomte. Jeho otec, advokát a amatérský malíř se v roce 1898, když bylo Jeanovi devět let, zastřelil. Příčiny jsou dodnes nejasné. O tomto zážitku dokázal Cocteau promluvit prvně teprve až na sklonku života. Otcova smrt ho zasáhla a od té doby se projevoval jako problémové a neurotické dítě. Na střední škole se mu ani na několikátý pokus nepodařilo složit maturitní zkoušku. Odjel poté do Paříže s cílem věnovat se umění.
Psal verše a v Paříži jim pomáhal recitací a uváděním jeho přítel, herec Edouard de Max. Před první světovou válkou se však Cocteau držel programově dál od avantgardy a patřil do okruhu konzervativních umělců kolem Catulle Mendèse a Maurice Rostanda. Fascinovala ho tehdy především poezie skupiny Plejáda ze 16. století. Roku 1908 publikoval i první básnickou sbírku (La Lampe d'Aladin) ovlivněnou tímto archaickým stylem (k níž se později moc nehlásil).
Jeho cítění změnilo setkání s Ruským baletem Sergeje Ďagileva. Iniciační pro něj prý bylo pařížské představení Ptáka Ohniváka z roku 1910, k němuž hudbu napsal Igor Stravinskij. Dalším zlomovým bodem bylo setkání s Pablem Picassem a pak samozřejmě zážitek z první světové války, které se zúčastnil jako řidič sanitky. Brzy se sblížil s dalšími umělci z Montparnassu, jako byli Guillaume Apollinaire či Amedeo Modigliani. V roce 1917 Cocteau pro Ďagileva napsal první libreto Paráda. Hudbu složil Erik Satie, choreografii vytvořil Léonide Massine, kostýmy navrhl Picasso. To bylo první jeho dílo z nové tvůrčí etapy, v níž se avantgardě přiblížil mnohem více, ačkoli jistý odstup si od kolektivních akcí avantgardistů vždy udržoval a byl považován za solitéra. Nejblíže měl ke skupině zvané Pařížská šestka, s níž se scházel v baru Boeuf sur le toit.
Vrhl se poté na divadelní tvorbu. Jeho hry jako Svatebčané na Eiffelovce (1921) se snažily diváka programově provokovat. Jakýmsi vrcholem této linie byla hra Král Oidipus, kde postavy místo slov užívaly čísla - ta už byla diváky nemilosrdně vypískána.
V té době se stal také prvním francouzským umělcem, který se přihlásil k homosexualitě (ačkoli měl prokazatelně milostné vztahy i s ženami). Jeho prvním slavným milencem byl nadějný mladý spisovatel Raymond Radiguet. Roku 1923 Radiguet zemřel na břišní tyfus, což Cocteaua těžce zasáhlo. Útěchu v té době hledal v opiu.
Byla pro něj vždy typická mnohotvárnost (André Breton ji viděl jako jeden z důvodů, proč nebyl Cocteau ve své době doceněn). Přelom 20. a 30. let byl vrcholem jeho snah prozaických – vyšel jeho klíčový román Les Enfants terribles (1929), v němž řešil téma dospívání. Cocteau se během svých výbojů do různých forem umění nevyhnul ani opeře či malbě.
Na začátku 30. let se Cocteau konečně „usmířil” s divadelním publikem. Našel formu, jak být podle svých měřítek novátorský, a přitom pro diváka zajímavý - úspěch mu přinesla hra Lidský hlas z roku 1930, v níž na jevišti stojí po celou dobu jediná herečka. Text této hry pak sloužil jako libreto stejnojmenné opery Francise Poulenca. Ve stejném roce 1930 se nadchl pro film. Prvním krůčkem v této oblasti byl jeho krátký snímek Krev básníkova. Divadelní hra La Machine infernale z roku 1934 patří k jeho nejúspěšnějším.
V roce 1937, na zkouškách oprášeného Krále Oidipa, poznal tehdy 24letého Jeana Maraise. Vznikl mezi nimi milostný vztah a žili spolu až do Cocteauovy smrti (nejprve na náměstí Madelaine v Paříži, později kousek za Paříží v Milly-la-Foret). Přes soužití na jednom místě Cocteau Maraisovi psal dopisy (podstrkával mu je pod dveře), které jsou dnes hodnoceny jako samostatné umělecké dílo. V dopisech bylo i mnoho milostných básní. Marais byl Cocteauovi skutečně múzou a inspiroval jej k vytvoření celé řady literárních i filmových děl. Jean Cocteau také uvedl Maraise do uměleckého prostředí tehdejší Paříže, a zahájil tak jeho kariéru. K jejich nejvýraznějším bezprostředním spolupracím patří film Věčný návrat (1943), k němuž Cocteau napsal scénář a Marais ztvárnil hlavní roli, a zvláště Kráska a zvíře (1946), kde Maraise vedl Cocteau jako režisér. Cocteau se v tomto díle mnohem více podřídil vyprávěcím zvyklostem kinematografie hlavního proudu. To publikum nadšeně kvitovalo, avantgarda to ovšem viděla jako podbízení se a úpadek. Usmířit se ji Cocteau později pokusil náročnými filmy Orfeus (1950) a Orfeova závěť (1960).
Zemřel na infarkt ve svém domě v Milly-la-Forêt 11. října 1963 ve věku 74 let.